# Гетто в Коханово (Толочинский район)
Гетто в Ко́ханово  (сентябрь 1941 — январь 1942) — еврейское гетто, место принудительного переселения евреев поселка Коханово Толочинского района Витебской области и близлежащих населённых пунктов в процессе преследования и уничтожения евреев во время оккупации территории Белоруссии войсками нацистской Германии в период Второй мировой войны.

## Оккупация Коханово и создание гетто
В 1926 году в Коханово проживало 480 евреев, к началу Великой Отечественной войны — около 400 человек. Посёлок был оккупирован немецкими войсками с конца июня (с июля) 1941 года по 28 (29) июня 1944 года.

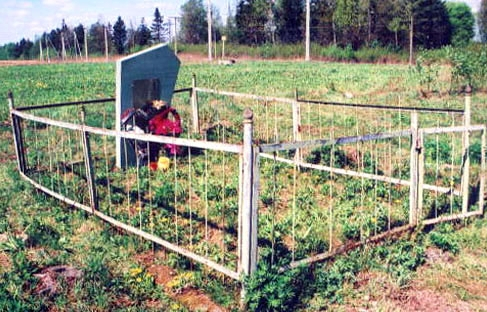
Старый памятник евреям Коханово

Реализуя нацистскую программу уничтожения евреев, немцы создавали гетто почти во всех городах и населённых пунктах Беларуси, где проживало еврейское население. Так и в Коханово оккупанты в сентябре 1941 года согнали местных евреев и из ближней деревни Галошево в гетто на улице Оршанской. За попытку сопротивления во время переселения немцы расстреляли 15 человек.
Гетто было обнесено забором и колючей проволокой. Местному населению запретили даже приближаться к ограде гетто.

## Уничтожение гетто
Гетто было уничтожено в январе 1942 года, когда немцы расстреляли более 300 (по другим данным 350) ещё остававшихся в живых узников и евреев из деревни Голошево. «Акция» (таким эвфемизмом нацисты называли организованные ими массовые убийства) была организована на еврейском кладбище в 300 метрах от улицы Минской.

## Память
В 1994 году на месте убийства евреев Коханово, на северо-восточной окраине поселка, был установлен памятник жертвам геноцида евреев. В 2011 году на месте старого памятника был установлен новый. Материалы о гетто имеются в музее Кохановской средней школы.
Опубликован неполный список погибших.